# نسرين نصر
نسرين نصر هي حاملة لقب ملكة جمال لبنان لعام 1996 بعمر ال22 سنة. مثلت بلادها لبنان في مسابقة ملكة جمال العالم عام 1996 و ملكة جمال الأمم لعام 1997.
دخلت عالم الإعلام من خلال تقديم برنامج «يا عمري» على تلفزيون المستقبل. بعدها اعتزلت الكاميرات وأسست شركة لها تختصّ في مجال الديكور والهندسة الداخلية. تزوجت من رجل الأعمال اللبناني كريم كاراغولا عام 2017.